# Philipp VIII. (Falkenstein)
Philipp VIII. von Falkenstein (* nach 1353 in Falkenstein; † 21. März 1407) war ein Spross des hessischen Adelsgeschlechts Falkenstein.  

## Familie
Philipp VIII. von Falkenstein war ein Sohn von Philipp VI. von Falkenstein und seiner zweiten Ehefrau Agnes von Falkenstein.
Nachweislich vor dem 16. Oktober 1380 heiratete er die im Jahr 1422 verstorbene Elisabeth von Eppstein.

## Leben
Von seinem Vater Philipp VI. ist überliefert, dass er immer tiefer in Schulden geriet und zuletzt zwanzig seiner Burg- und Lehensmänner als Bürgen oder Geiseln stellen musste. Dabei geriet er in eine Fehde mit seinen Nachbarn, den Herren von Reifenberg, die ihn auf seiner Burg Königstein belagerten. Bei der Erstürmung floh Philipp VI. mit Philipp VIII. und den anderen Söhnen, wurde aber gefangen genommen und starb kurze Zeit später. Philipp VIII. und seine Brüder mussten sich mit der hohen Summe von 10.500 Gulden freikaufen.
Auch über Philipp VIII. ist überliefert, dass genau wie bei seinem Vater auch bei ihm die finanziellen Verhältnisse angespannt waren und er Teile der Herrschaft veräußern musste.